# Ronald Corey
Pour les articles homonymes, voir Corey.
Ronald Corey, était un président des Canadiens de Montréal de 1982 jusqu'en 1999. Il a été précédé de Morgan McCammon et a été remplacé par Pierre Boivin. Il a gagné 2 Coupes Stanley comme président du club en 1986 et 1993. 

## Biographie
Depuis 1993, il est le dernier président d'une concession canadienne de la Ligue nationale de hockey (LNH) à avoir remporté la coupe Stanley.

## Distinctions
1991 -  Membre de l'Ordre du Canada